# Herešin
Herešin falu Horvátországban, Kapronca-Kőrös megyében. Közigazgatásilag Kaproncához tartozik.

## Fekvése
Kaproncától 3 km-re északkeletre a Drávamenti-síkságon fekszik.

## Története
A települést 1478-ban Jeresin néven említik először, ekkor Brodarich Pál és György birtoka volt. 1480 körül Jeresinben született az ismert diplomata, humanista költő és történész Brodarich István. 1495-ben a falu birtokosai Brodarich János 7 portával, 1507-ben pedig Brodarich Mátyás 6 portával. 1513-ban birtoka már 9 adózó portára terjedt ki, melyek 1517-ben és 1520-ban is megmaradtak. Társtulajdonosa Brodarich Ferenc 3 portával rendelkezett, de 1517-re és 1520-ra ez két portára csökkent. A zágrábi püspök Heresinec Péter is heresini származású volt.
Ezután Heresint hosszú ideig nem említik, mely alapján arra lehet következtetni, hogy a török támadások következtében megsemmisült. Még 1635-ben is csak birtokként említik, tehát ekkor még nem alapították újra. A következő említés 1659-ben történt, amikor már 7 háztartása volt, tehát a falut a 17. század közepén alapították újra. A század végére a településnek már 11 háztartása volt, mely mintegy 50 lakost jelent. 1673 és 1675 között birtokosa a Dvornichich család volt, alattvalóik jobbágyok voltak és egy rajnai forinttal adóztak.
A falunak 1857-benn158, 1910-ben 440 lakosa volt. A település Trianonig Belovár-Kőrös vármegye Kaproncai járásához tartozott. 2001-ben 666 lakosa volt

## Külső hivatkozások
- Kapronca város hivatalos oldala
- Kapronca város információs portálja
- Kapronca város turisztikai egyesületének honlapja